# هورايزن أوروبا
أفق أوروبا (بالإنجليزية: Horizon Europe) هي مبادرة بحث علمي مدتها 7 سنوات تابعة للاتحاد الأوروبي تهدف إلى خلف برنامج هورايزن 2020 الحالي. صاغت المفوضية الأوروبية ووافقت على خطة لـ (هورايزن أوروبا) لرفع مستويات الإنفاق على العلوم في الاتحاد الأوروبي بنسبة 50٪ على مدى السنوات 2021-2027.
اعتبارًا من أبريل 2019، تقترح المفوضية 94.1 مليار يورو لـ هورايزن أوروبا - المقرر إطلاقها في عام 2021 - ارتفاعًا من 77 مليار يورو لـ هورايزن 2020 الحالية.
يتوقع المراقبون المستقلون أن التمويل النهائي الموافق عليه سيكون أقل بكثير بعد الانتهاء من المفاوضات المطولة مع البرلمان الأوروبي والدول الأعضاء في الاتحاد الأوروبي. على مدى السنوات القليلة الماضية، حاول مفوض الاتحاد الأوروبي كارلوس مويدا، إلى جانب العديد من مجموعات المناصرة، الضغط من أجل ميزانية علمية أكثر اتساعًا للاتحاد الأوروبي. من أجل بناء دعم سياسي لزيادة الميزانية، يعتزم استخدام الأفكار الأمريكية الناشئة عن «الوصول للفضاء» لتركيز جهود البحث وتعزيز المصلحة العامة.

## تفاصيل
يدعو الاقتراح إلى إنفاق 100 مليار يورو على البحث والابتكار للأعوام 2021-2027. ومن هذا المبلغ، يتم تخصيص 2.4 مليار يورو لبرنامج يوراتوم للأبحاث النووية، ويتم تخصيص 3.6 مليار يورو لصندوق استثماري شامل يسمى InvestEU. بعد احتساب معدل تضخم سنوي قدره 2٪، بلغ تمويل هورايزن أوروبا في عام 2018 86.6 مليار يورو. 
وعبر أعضاء الاتحاد الأوروبي الأكثر ثراء عن معارضتهم لزيادة التمويل، حيث قال رئيس الوزراء الهولندي مارك روته إن مشروع الميزانية «غير مقبول».
ولتسديد الإنفاق العلمي البالغ 100 مليار يورو، تدعو خطة المفوضية إلى تخفيض التمويل للزراعة بنسبة 5 في المائة، بالإضافة إلى ذلك، تسعى الخطة إلى ربط التمويل بالالتزام بسيادة القانون في الدول الأعضاء، بما في ذلك استقلال القضاء. 